# Argentina i olympiska sommarspelen 1936
Argentina deltog med 51 deltagare vid de olympiska sommarspelen 1936 i Berlin. Totalt vann de två guldmedaljer, två silvermedaljer och tre bronsmedaljer.

## Medaljer

### Guld
- Oscar Casanovas - Boxning, fjädervikt.
- Manuel Andrada, Roberto Cavanagh, Luis Duggan och Andrés Gazzotti - Hästpolo.

### Silver
- Guillermo Lovell - Boxning, tungvikt.
- Jeannette Campbell - Simning, 100 meter frisim.

### Brons
- Raúl Villareal - Boxning, mellanvikt.
- Francisco Risiglione - Boxning, lätt tungvikt.
- Horacio Podestá och Julio Curatella - Rodd, tvåa utan styrman.